# Gli occhi su di noi
Gli occhi su di noi è un singolo del cantautore italiano Fred De Palma, pubblicato il 18 luglio 2025.

## Descrizione
Il brano, scritto dallo stesso cantautore con Claudia Judith Nahum, in arte Baby K, e Mattia Zibelli, è prodotto da Rocco Rampino.

## Video musicale
Il video musicale, diretto da Marc Lucas, è stato pubblicato in concomitanza all'uscita del brano attraverso il canale YouTube del cantautore.

## Tracce
Testi di Federico Palana, Claudia Judith Nahum e Mattia Zibelli.
1. Gli occhi su di noi – 2:46

## Formazione
- Fred De Palma – voce
- Rocco Rampino – programmazione, produzione